# 21P/Giacobini-Zinner
21P/Giacobini-Zinner, nota anche come cometa Giacobini-Zinner, è una cometa periodica del Sistema solare, appartenente alla famiglia cometaria di Giove. È stata scoperta da Michel Giacobini (dall'osservatorio di Nizza) nella  costellazione Aquario il 20 dicembre 1900.

## Descrizione
Fu recuperata nel secondo passaggio successivo da Ernst Zinner (dall'Osservatorio di Bamberga) il 23 ottobre 1913, durante l'osservazione di stelle variabili vicino β Scuti. Durante le sue apparizioni, la cometa può raggiungere l'ottava magnitudine, ma nel 1946 subì una serie di esplosioni (fase indicata con il termine inglese outburst) che la resero luminosa fino a raggiungere la quinta magnitudine.
La cometa è stata oggetto di studio della sonda International Cometary Explorer, che ha attraversato la sua coda di plasma l'11 settembre 1985.
In uno studio pubblicato nel 2000 viene suggerita la presenza sulla cometa di materiale organico, rilevato analizzando la polarizzazione della luce refratta sulle particelle di polvere della cometa stessa. Una conferma a questa ipotesi sembra provenire dalle Draconidi, sciame meteorico associato a questa cometa.

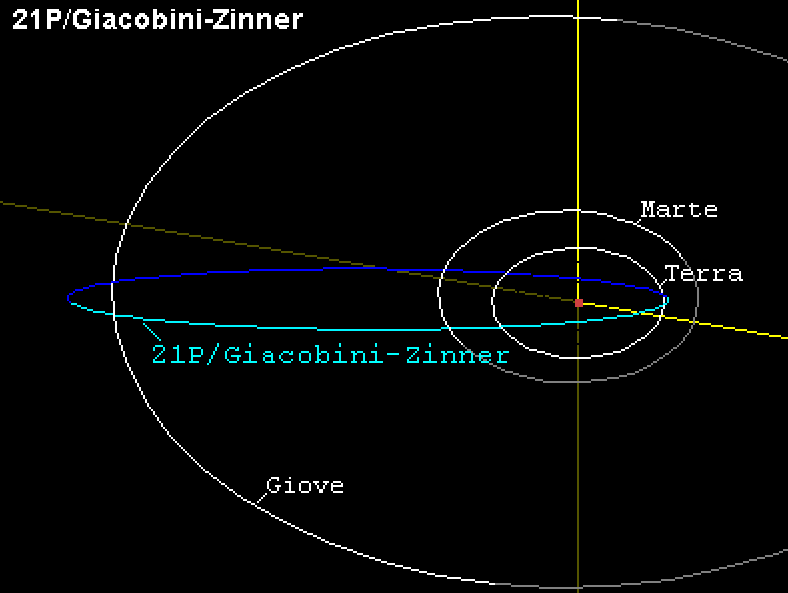
L'orbita della cometa Giacobini-Zinner rispetto a quelle della Terra e di Giove

## Parametri orbitali
L'orbita seguita dalla cometa presenta delle caratteristiche tali da renderla oggetto di fenomeni piuttosto interessanti:
- l'afelio è in prossimità dell'orbita di Giove ed il periodo orbitale è circa la metà di quello gioviano. Ciò conduce ad incontri ravvicinati tra la cometa ed il gigante gassoso ogni due orbite circa. Durante questi incontri, Giove perturba l'orbita della cometa, variando, solitamente, la distanza perielica. Un episodio del genere è avvenuto nel 1898, quando, a seguito di un incontro ravvicinato dei due corpi, si è verificata una riduzione della distanza perielica da 1,22 UA a 0,93 UA. Variazioni nella distanza dal Sole comportano variazioni nella quantità di energia trasmessa per irraggiamento dal Sole al nucleo cometario e, conseguentemente, nella quantità di massa eiettata per orbita.
- il perielio ed il nodo discendente (uno dei due punti nei quali l'orbita della cometa interseca il piano dell'Eclittica) sono in prossimità dell'orbita della Terra. Di conseguenza, la Terra si trova ad incontrare ogni anno parte della nube di materiale emesso dalla cometa in prossimità del suo perielio. Ciò è origine dello sciame meteorico delle Giacobinidi (conosciute anche come Draconidi).